# Mitsuru Manaka
Mitsuru Manaka (真中 満, ur. 6 stycznia 1971 w Ōtawara, Japonia) jest byłym zapolowym grającym w Nippon Professional Baseball. 8 października 2014, objął stanowisko managera w Tokyo Yakult Swallows, zastępując Junji Ogawę. Manaka wcześniej zarządzał Swallows' farm team.